# Гектор Кіпріану
Гектор Метью Кіпріану (англ. Hector Matthew Kyprianou; нар. 27 травня 2001, Енфілд, Лондон, Англія) — англійський та кіпріотський футболіст, півзахисник англійського клубу «Лейтон Орієнт».

## Клубна кар'єра
У серпні 2018 року один з основних гравців «Лейтон Орієнт» (U-18) у сезоні 2017/18 років, відправився в 1-місячну оренду до «Гарлов Таун», у складі якого провів три матчі.
У жовтні того ж року підписав подібну угоду з «Бішопс Стортфорд», яка тривала до березня 2019 року. Загалом у складі команди зіграв 21 матч у всих турнірах.
У березні 2019 року підписав оренду з представником Національної ліги Південь «Гемптон енд Річмонд Боро», у футболці якого зіграв у переможному (3:1) поєдинку чемпіонату проти «Біллерікей Тауна».
У січні 2019 року отримав виклик до юнацької збірної Кіпру (U-19). Також гравець уклав професіональний контракт з «Лейтон Орієнт», який починав діяти з 1 липня 2019 року.
За першу команду «Орієнт» дебютував 6 листопада в нічийному (1:1) поєдинку групового етапу Трофею ФЛ проти «Брайтон енд Гоув Альбіон» U-21, який завершився серією післяматчевих пенальті. 4 грудня вийшов у стартовому складі в наступному матчі вище вказаного турніру, у другому раунді проти «Бристоль Роверз», який завершився поразкою «Оріент» у серії післяматчевих пенальті. А вже 7 грудня дебютував за «Лейтон» у чемпіонаті, в нічийному (1:1) поєдинку проти «Олдем Атлетік».
1 квітня 2021 року продовжив контракт з «Лейтон Орієнт» до 30 червня 2023 року. Кіпріану представляє New Vision Sports Group.

## Кар'єра в збірній
Зіграв декілька матчів за юнацьку збірну Кіпру (U-19) та молодіжну збірну Кіпру. У червні 2021 року отримав дебютний виклик до національної збірної Кіпру, у футболці якого залишився на лаві запасних у матчі проти України.

## Статистика виступів

### Клубна
Станом на 1 березня 2022
| Клуб                                | Сезон             | Ліга                              | Ліга  | Ліга | Кубок Англії | Кубок Англії | Кубок ліги | Кубок ліги | Інші  | Інші | Загалом | Загалом |
| Клуб                                | Сезон             | Дивізіон                          | Матчі | Голи | Матчі        | Голи         | Матчі      | Голи       | Матчі | Голи | Матчі   | Голи    |
| ----------------------------------- | ----------------- | --------------------------------- | ----- | ---- | ------------ | ------------ | ---------- | ---------- | ----- | ---- | ------- | ------- |
| «Лейтон Орієнт»                     | 2019–20           | Друга ліга                        | 6     | 0    | 0            | 0            | 0          | 0          | 2     | 0    | 8       | 0       |
| «Лейтон Орієнт»                     | 2020–21           | Друга ліга                        | 22    | 0    | 1            | 1            | 0          | 0          | 2     | 0    | 25      | 1       |
| «Лейтон Орієнт»                     | 2021–22           | Друга ліга                        | 26    | 0    | 3            | 0            | 1          | 0          | 4     | 0    | 34      | 0       |
| Загалом                             | Загалом           | Загалом                           | 54    | 0    | 4            | 1            | 1          | 0          | 8     | 0    | 67      | 1       |
| «Гарлов Таун» (оренда)              | 2018–19           | Прем'єр-дивізіон Істмійської ліги | 3     | 0    | 0            | 0            | 0          | 0          | 0     | 0    | 3       | 0       |
| «Бішопс Стортфорд» (оренда)         | 2018–19           | Прем'єр-дивізіон Істмійської ліги | 16    | 0    | 0            | 0            | 0          | 0          | 5     | 0    | 21      | 0       |
| «Гемптон енд Річмонд Боро» (оренда) | 2018–19           | Національна ліга Південь          | 1     | 0    | 0            | 0            | 0          | 0          | 0     | 0    | 1       | 0       |
| Усього за кар'єру                   | Усього за кар'єру | Усього за кар'єру                 | 74    | 0    | 4            | 1            | 1          | 0          | 13    | 0    | 92      | 1       |

1. 1 2 3  Матчі в Трофеї Футбольної ліги